# مسیب میرعرب رضی
مسیب میرعرب رضی سیاست‌مدار ایرانی بود، که در دوره بیست و چهارم مجلس شورای ملی به عنوان نماینده مینودشت از استان گلستان در مجلس شورای ملی حضور داشت.